# نظام قياس الأداء الكمي
نظام قياس الأداء الكمي (QPMS) هو نظام لقياس الأداء في الشركات يمكن من خلاله تعزيز تنفيذ استراتيجية الشركات ويمكن مراقبة درجة الإنجاز المستهدف ومدى تحقيق اهداف الشركة. تم تطوير هذا النهج والنظام في أواخر الثمانينيات وأوائل التسعينيات من قبل شركة الاستشارات الإدارية آرثر أندرسن وشركاه (  صفحة 42  و صفحة 384).